# Miss Cameroun 2013
Miss Cameroun 2013, est la 9e élection de Miss Cameroun, s'est déroulée le 9 août 2013 au Palais des congrès de Yaoundé.
La gagnante, Valérie Ayena, succède à Sophie Christine Ngnamgouet, Miss Cameroun 2011.

## Classement final
| Titre              | Candidates                                  |
| ------------------ | ------------------------------------------- |
| Miss Cameroun 2013 | - Centre - Denise Valérie Ayena             |
| 1re dauphine       | - Nord - Alice Elisabeth Aboya Nkono        |
| 2e dauphine        | - Sud - Irène Grace Fouda                   |
| 3e dauphine        | - Centre - Marie Jules Edima Ndanga Estelle |
| 4e dauphine        | - Est - Jenny Flora Mbarga                  |
| 5e dauphine        | - Sud-Ouest - Bodianga Nsang                |

## Candidates
| Région représentée                | Nom                              | Âge    | Taille |
| --------------------------------- | -------------------------------- | ------ | ------ |
| Miss Nord                         | Alice Elisabeth Aboya Nkono      | 23 ans | 1,78 m |
| Miss Sud                          | Irène Berthe Grace Fouda         | 21 ans | 1,74 m |
| 2e dauphine de Miss Centre        | Marie Jules Edima Ndanga Estelle | 20 ans | 1,77 m |
| Miss Nord-Ouest                   | Lydie Biyega Fouda               | 23 ans | 1,80 m |
| Miss Ouest                        | Sonia Aline Minkoe Moutcheu      | 22 ans | 1,80 m |
| Miss Centre                       | Denise Valérie Ayena             | 23 ans | 1,80 m |
| Miss Sud-Ouest                    | Linda Ngoungoure                 | 23 ans | 1,70 m |
| 1re dauphine de Miss Littoral     | Louise Milène Mack Essangui      | 21 ans | 1,72 m |
| 2e dauphine de Miss Sud-Ouest     | Nsang Bodianga Bodi              | 22 ans | 1,71 m |
| Miss Littoral                     | Méyissa Bouya Ornela Laure       | 20 ans | 1,70 m |
| 1re dauphine de Miss Adamaoua     | Diane Claudia Mbo Ntyam          | 21 ans | 1,69 m |
|                                   | Leagha Tita Mirani               | 21 ans | 1,71 m |
| Miss Est                          | Jenny Flora Mbarga               | 20 ans | 1,71 m |
| 2e dauphine de Miss Ouest         | Mireille Madjouo Ghotu           | 23 ans | 1,70 m |
| 1re dauphine de Miss Est          | Awu Aya Ayukoso Gwladys          | 18 ans | 1,72 m |
| Miss Adamaoua                     | Geneviève Abbe                   | 24 ans | 1,75 m |
| 1re dauphine de Miss Sud-Ouest    | Sandrine Befolo                  | 21 ans | 1,76 m |
| 1re dauphine de Miss Centre       | Paule Francisque Atok à Atok     | 21 ans | 1,80 m |
| 1re dauphine de Miss Extrême-Nord | Diane Biata                      | 23 ans | 1,80 m |
| Miss Extrême-Nord                 | Clémentine Fita Rabbit           | 23 ans | 1,81 m |

## Observations